# Juha Pihkala

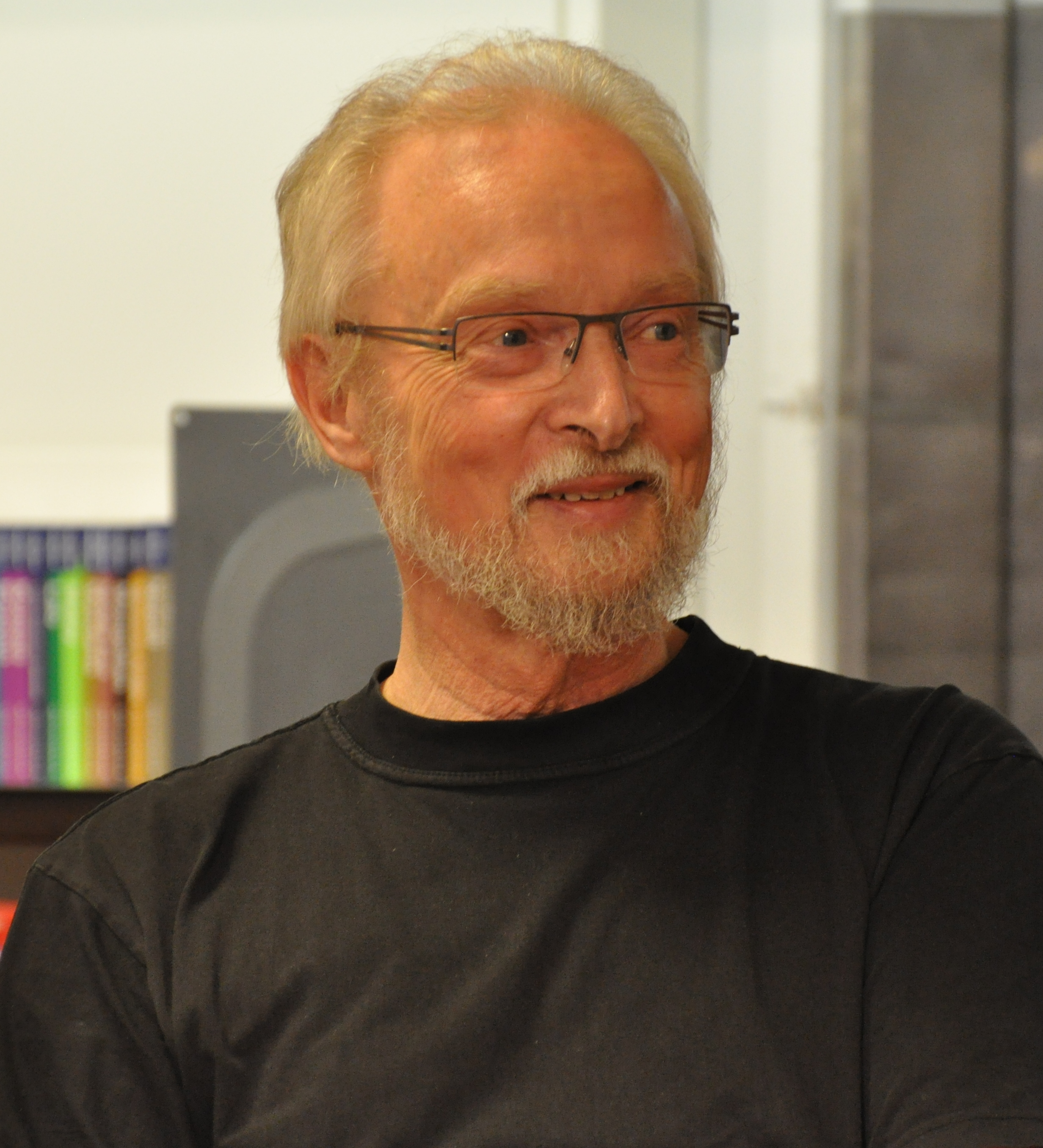
Juha Pihkala

Martti Juha Antero Pihkala (* 1. Januar 1942 in Kouvola, Finnland) ist Altbischof des Bistums Tampere in der Evangelisch-lutherischen Kirche Finnlands. Im Bischofsamt war er von 1997 bis 2008 tätig.
Pihkala legte 1968 das Examen Magister Theologiae an der Universität Helsinki ab, und 1978 disputierte er für den Doktorgrad. Er ist auch Dozent für Dogmatik an der Universität Helsinki. Nachdem Pihkala 1967 ordiniert worden war, arbeitete er als Gemeindepfarrer in Riihimäki und Loppi. Danach war er von 1978 bis 1985 als Hauptsekretär des Bistums Tampere und von 1985 bis 1996 als Lehrer und Leiter des Ausbildungszentrums der Finnischen Evangelisch-Lutherischen Kirche tätig. Pihkala wurde im November 1996 zum Bischof des Bistums Tampere gewählt und am 6. Januar 1997 geweiht. Er ging 2008 in Pension.
Pihkala stammt aus dem Geschlecht Gummerus, zu dem früher viele Geistliche gehörten.

## Schriften
- Mysterium Christi: Kirche bei Hans Asmussen seit 1945 (= Schriften der Luther-Agricola-Gesellschaft A 17). ISBN 951-9047-11-5 (zugleich Dissertation, Helsinki 1978).
- Armonväline vai armon lupaus? Augsburgin tunnustuksen kasteartiklan sanojen „quodque per baptismum offeratur gratia Dei“ tulkinta 1530–1930 (Suomalaisen teologisen kirjallisuusseuran julkaisuja 145). Helsinki 1986, ISBN 951-9111-57-3.
- Johdatus dogmatiikkaan. Espoo 1992 (2. Auflage 1995), ISBN 951-35-5496-1.
- Yksi kahdessa: Kristus-uskon historia varhaisen kristikunnan aikana (= Tampereen hiippakunnan vuosikirja 50). Yliopistopaino, Helsinki 1997, ISBN 951-570-356-5.
- Tienviittoja, tienhaaroja: Paimenkirje (= Tampereen hiippakunnan vuosikirja 50). Tampereen hiippakunta, Tampere 1998.
- (mit Esko Valtaoja): Nurkkaan ajettu Jumala? Keskustelukirjeitä uskosta ja tiedosta. 2.–4. Auflage, Kirjapaja, Helsinki 2004, ISBN 951-607-114-7.
- (mit Gunnar Hällström, Anni Maria Laato): Johdatus varhaisen kirkon teologiaan. Kirjapaja, Helsinki 2005 (2. Auflage 2007), ISBN 951-607-227-5.
- Uskoa tiedosta ja tietoa uskosta: Johdatus dogmatiikkaan. Edita, Helsinki 2009, ISBN 978-951-37-5561-4.
- (mit Esko Valtaoja): Tiedän uskovani, uskon tietäväni. Minerva, 2010, ISBN 978-952-492-404-7.